# 복대초등학교
복대초등학교는 대한민국 충청북도 청주시 흥덕구 가경동에 있는 초등학교다.

## 학교 연혁
- 1984.09.01 복대국민학교 개교(개교기념일 10월 10일)
- 1996.03.01 복대초등학교로 개칭
- 2008.09.01 충북대학교 병원학교 개교
- 2011.03.01 특수학급 1학급 신설(증설)
- 2021.01.08 제36회 졸업식(38명 졸업, 졸업생 총수 5,458명)
- 2021.03.01 11학급 편성(일반 9학급, 특수 2학급)
- 2021.09.01 17대 교장 이정자 부임
- 2022.01.18 제37회 졸업식(39명 졸업, 졸업생 총수 5,493명)
- 2022.03.01 10학급 편성(일반 8학급, 특수 2학급)
- 2022.03.01 청주교육대학교 교육실습 협력학교 지정
- 2023.03.01 복대초등학교 이전 재배치

## 학교 위치
- 1984년 9월 1일 ~ 2023년 2월 28일 : 흥덕구 풍산로 167 (복대동)
- 2023년 3월 1일 ~ (현재) : 흥덕구 홍골로 58 (가경동)

## 학교 상징
- 교화 - 개나리 : 감미롭고 소박함
- 교목 - 반송 : 늘 푸르고 곧은 기상

## 참고 자료
- 복대초등학교 - 한국교육학술정보원 학교알리미